# Irediparra gallinacea
La jacana crestada  (Irediparra gallinacea) es una especie de ave caradriforme de la familia Jacanidae que se encuentra en los humedales existentes en un amplio territorio que se extiende desde Filipinas y Borneo hasta Nueva Bretaña y el nordeste australiano.